# بیلی ایدن
بیلی ایدن (انگلیسی: Billy Eden; ۱ ژوئیهٔ ۱۹۰۵ – ۱۹۹۳ (۸۷−۸۸ سال)) بازیکن فوتبال اهل بریتانیا بود.
از باشگاه‌هایی که در آن بازی کرده‌است می‌توان به باشگاه فوتبال ترانمره راورز، باشگاه فوتبال ساندرلند، و باشگاه فوتبال دارلینگتون اشاره کرد.